# José María Maravall Herrero
José María Maravall Herrero (Madrid, 7 d'abril de 1942), és un sociòleg, polític i professor universitari socialista espanyol que fou Ministre d'Educació i Ciència en diversos governs de Felipe González.

## Biografia
José María és fill de l'historiador José Antonio Maravall. Va estudiar dret a la Universitat Complutense de Madrid, en la qual es doctorà l'any 1969. Posteriorment estudià sociologia a la Universitat d'Essex (Anglaterra), i es doctorà en aquesta matèria a la Universitat d'Oxford l'any 1975.
Interessat en la docència ha estat professor de sociologia a la Universitat de Warwick (Anglaterra) i professor visitant a la càtedra Joan Carles I de la Universitat de Nova York. Així mateix també ha estat professor al centre d'Estudis Europeus de la Universitat Harvard, a la Universitat de Colúmbia i professor de la càtedra Jean Monnet de l'Institut Universitari Europeu de Florència. Des de 1981 és catedràtic de Sociologia a la Universitat Complutense de Madrid i Director del Centre d'Estudis Avançats en Ciències Socials de l'Institut Juan March a Madrid.

## Activitat política
Membre de la Comissió Executiva Federal del Partit Socialista Obrer Espanyol (PSOE) entre 1979 i 1984 així com entre 1988 i 1994, en la formació del seu primer govern Felipe González el nomenà Ministre d'Educació i Ciència, càrrec que ocupà dues legislatures.
Fou escollit diputat al Congrés per la província de València a les eleccions generals de 1986, renunciant al seu escó el setembre de 1989.

## Obra publicada
- 1967: Trabajo y conflicto social. Madrid, Cuadernos para el Diálogo.
- 1970: El desarrollo económico y la clase obrera. Barcelona, Edit Ariel.
- 1972: La sociología de lo posible. Madrid, Edit. Siglo XXI.
- 1978: Dictatorship and Political Dissent. Nova York, Edit. St. Martin's Press.
- 1982: The Transition to Democracy in Spain. Nova York, Edit. St. Martin's Press.
- 1985: La Reforma de la enseñanza. Barcelona, Edit. Laia,.
- 1993: Economic Reforms in New Democracies. Nova York, Cambridge University Press (amb L.C. Bresser i A. Przeworski).
- 1995: Los Resultados de la democracia. Un estudio del Sur y el Este de Europa. Madrid, Alianza Editorial.
- 1997: Regimes, Politics, and Markets. Oxford, Oxford University Press.
- 2003: El control de los políticos. Madrid, Edit. Taurus.
- 2003: Democracy and the Rule of Law. Nova York, Cambridge University Press (amb A. Przeworski).
- 2008: La Confrontación Política. Barcelona, Galaxia Gutemberg.
- 2008: Controlling Governments. Nova York, Cambridge University Press (amb I. Sánchez--Cuenca).
- 2016.Demands on Democracy. Oxford, Oxford University Press.
- 2021.La Democracia y la Izquierda. Barcelona, Galaxia Gutemberg.